# オナモミ
オナモミ（葈耳、巻耳、学名: Xanthium strumarium subsp. sibiricum）は、キク科オナモミ属の一年草。アジア大陸原産。果実に多数の棘（とげ）があるのでよく知られている。また同属のオオオナモミやイガオナモミなども果実が同じような形をしており、一般に混同されている。日本では外来種オオオナモミの存在で2007年の環境省第3次レッドリストに指定されている。

## 分布と生育環境
林や山地の草原、荒地に多く自生し、道端や畑などにも生える。
オナモミはアジア大陸原産で、日本にはかなり古くに侵入した史前帰化植物と考えられている。『本草和名』（918年）には「奈毛美」とあり、かなり古くから帰化していたことが窺える。ただし、かつて日本の人里などに多く見られたオナモミは、現在では見かけることが少なくなっている。理学博士だった長田武正（1976年）は、「奥羽地方にはまだ普通だが関東以西にはまれ」と記述している。2007年8月に環境省レッドリストに新規選定。地域によっては絶滅したともいわれている。

## 特徴
一年生の草本。草丈は0.2 - 1メートル (m) 内外で、大きなものでは1.5 - 2 mにもなる。一般に淡緑色で黒紫の斑紋が散在し、葉とともに株全体に短毛が多くある。
葉は長い柄があり、広く大きくて目立ち、多くは3裂して丸っぽい卵状三角形状で、長さは6 - 15センチメートル (cm) 。葉縁は大小不揃いな粗い鋸歯があり、先端は尖っている。葉の表面はざらつく。
花期は夏から秋にかけて（8 - 10月）。雌雄同株。枝先に円錐花序を出し、黄緑色から黄色の頭状花（頭花）を咲かせる。雄の頭花は柄がついた球状で枝の先の方につき、黄白色の多数の雄花の集まりである。また雌の頭花は下部にあって、2本の突起がある緑色の壺状の総苞が癒着して囲まれ、2個の雌花を包み、柱頭を総苞の先端から外にわずかに突き出す。
花が終わると、かたまって楕円形の実をつける。この見かけ上の果実は、痩果を包んだ総苞で、これを果苞という。果苞は、長さ8 - 14ミリメートル (mm) 、幅は6 - 8 mmほどの大きさがあり、フットボール状の楕円形で、たくさんのかぎ状の棘をもっている。その姿は、ちょうど魚類のハリセンボンをふぐ提灯にしたものとよく似ており、先端部には特に太い棘が2本ある。もともと、この2本の棘の間に雌花があったものである。果苞の中には、果実（痩果）が2個入っていて、熟すとやがて果苞は緑色から灰緑色に変わる。
オナモミは生物時計が精密で、8時間30分の暗黒時間を経てつぼみをつける性質があるが、8時間15分ではつぼみをつけない。

## ひっつき虫と名の由来
見かけ上の果実は最初は緑、熟すると灰褐色となり、とげも堅くなる。その前後に根本からはずれる。このとげは、先端が釣り針のようにかぎ状に曲がっている構造をしており、動物の毛にからみついて運んでもらうため役立っているものと考えられている。また一方では、このとげは、果実の中にある種子を動物に食べられないように守る役割があるとも考えられている。オナモミは強力な“ひっつき虫”であり、その藪を通れば、たいていどんな服でもからみついてくる。特に毛糸などには何重にもからみついてしまう。とげが皮膚に刺さるとヒリヒリするほど痛い。ただし、大きさがあるため、はずすのはそれほど難しくない。これらの特徴から、投げて遊ぶ目的で使用される場合もある。
和名の由来は、果実はとげが多く、衣服にくっつける遊びをすることから、滞り、引っ掛かるという意味のナズム（泥む/滞む）が、ナゴム、ナモミという順に転訛したもので、オナモミとは、同じキク科の「雌ナモミ」（メナモミ）に対する「雄ナモミ」のことである。オナモミは、メナモミとはあまり姿は似ていない。

## 利用
種子には、配糖体のキサントストルマインと脂肪油39 %が含まれている。この脂肪油には、動脈硬化の予防に役立つとされるリノール酸が60 - 65 %ほど含まれ、ベニバナに次ぐ多さである。生葉には、タンニンが多く含まれ、タンニンの収斂（しゅうれん）作用によって、消炎や止血などに役立てられる。
漢方薬としても知られる蒼耳子（そうじし）は、秋ごろ（9 - 10月）に、とげの多い果実を採取して、日干ししたものを呼んでいる。この中国名の蒼耳子の由来は、果実の形が女性の耳飾りを連想させるところからきているといわれている。日本で紅花油が食用として用いるのと同様に、中国では蒼耳子からとる青耳油を食用として用いるため、栽培もされている。民間療法としては、動脈硬化予防、頭痛、発熱に効果があるとされ、風邪や疲労による筋肉痛の治療に用いられる。これらには1日量5 - 30グラムの青耳子の煎じ汁を、1日3回に分けて服用するとよいといわれている。
また、茎葉はあせもや皮膚ただれに効用がある浴湯料としても利用され、全草を花期に採って粗く刻み、日干しにしたものを青耳草（そうじそう）といい、約50グラムを湯袋に入れ、風呂に入れる。虫刺されにも生葉を揉んだしぼり汁をつけると回復を早めるとも言われている。
ただし、全草、特に果実や若芽には弱い毒性があるので、頭痛、めまい、悪心、嘔吐を引き起こす恐れもあり、薬草として使用する場合の分量には十二分に注意する必要がある。

## 類似種
多くの地域では近縁種のオオオナモミ X. canadenseやイガオナモミ X. italicumなどの新しい帰化種に取って代わられている。また、それら種の繁殖にも波があるようで、オナモミ類全体をさほど見かけない地域もあるようである。帰化植物には侵入して大繁殖しても、次第に廃れたり、種が入れ替わったりといった移ろいが見られるのが、その一つの例である。
類似種との見分けのポイントは、オナモミは果実の長さが0.9 - 1.8 cmと他の類似種よりも小ぶりで、表面に毛が多くてとげがある点が特徴で、よく似るが果実が2 - 2.5 cmと大きくて表面に毛が少ないオオオナモミや、表面に毛が多い点は共通するが果実が2 - 3 cmと大きくてイガ状に毛が生えるイガオナモミと識別できる。
- オオオナモミ - 草丈0.5 - 2 m。メキシコ原産といわれ、葉縁の鋸歯が深くて粗い[8]。
- イガオナモミ - 草丈0.5 - 1.5m。ヨーロッパ原産種で、葉の縁の鋸歯は浅い[8]。